# Fernão Sanches
Fernão Sanches (n. 1289/1290 - Junho de 1329) foi um nobre português, filho bastardo de D. Dinis I de Portugal e de mãe desconhecida.
O seu nome surge pela primeira vez numa doação de 6 de fevereiro de 1290. Em 1298 foi entregue juntamente com os seus meio-irmãos Pedro Afonso e Afonso Sanches à guarda da Rainha Santa Isabel, tendo sido seu tutor o meirinho-mor João Simão de Urrô.
Seu pai doou-lhe vários bens e povoações (Borralha, Carvoeiro, Crasto, Falgarosa, Monte de Recardães, Recardães, Várzea Redonda, Póvoa de Rendo, Valmaior e Felgoso) entre 1290 e 1306, tendo adquirido em 1315 Vila Nova de Miranda do Corvo.
Casou (talvez em 1315) com Fruilhe Anes de Briteiros, filha de João Rodrigues de Briteiros e de D. Guiomar Gil, sem descendência.

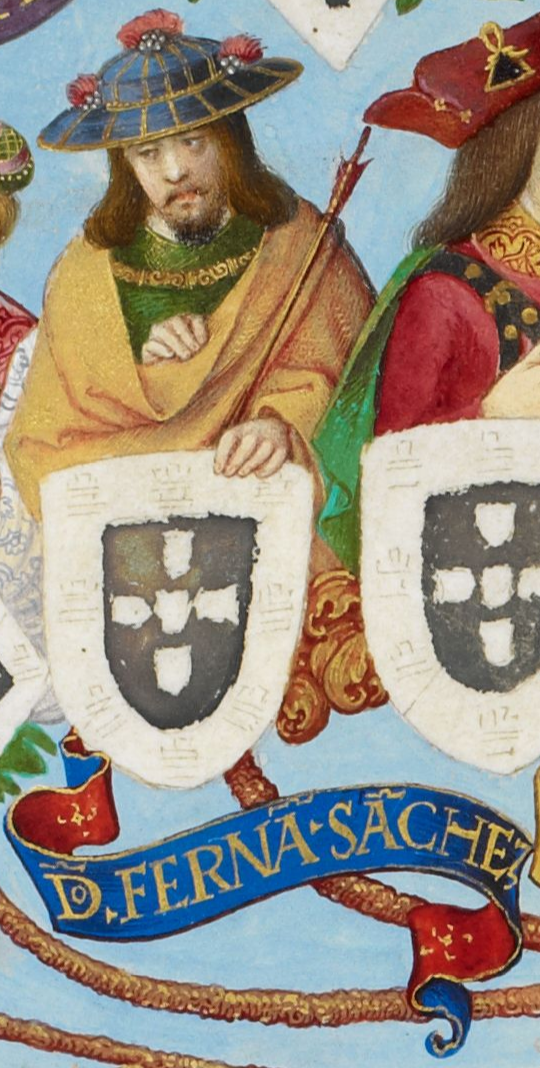
D. Fernão Sanches na Genealogia dos Reis de Portugal.